# Ворничанська сільська рада
Ворнича́нська сільська́ ра́да — адміністративно-територіальна одиниця та орган місцевого самоврядування в Хотинському районі Чернівецької області. Адміністративний центр — село Ворничани.

## Загальні відомості
- Населення ради: 637 осіб (станом на 2001 рік)

## Населені пункти
Сільській раді були підпорядковані населені пункти:
- с. Ворничани

## Склад ради
Рада складалася з 16 депутатів та голови.
- Голова ради: Заплітний Валентин Іванович
- Секретар ради: Мойсюк Людмила Петрівна

### Керівний склад попередніх скликань
| Прізвище, ім'я, по батькові | Основні відомості                                                                                   | Дата обрання | Дата звільнення |
| --------------------------- | --------------------------------------------------------------------------------------------------- | ------------ | --------------- |
| Заплітний Валентин Іванович | Сільський голова, 1966 року народження, освіта середня загальна, член Соціалістичної партії України | 26.03.2006   | 31.10.2010      |
| Заплітний Валентин Іванович | Сільський голова, 1966 року народження, освіта середня загальна, безпартійний                       | 31.10.2010   |                 |

Примітка: таблиця складена за даними сайту Верховної Ради України

### Депутати
За результатами місцевих виборів 2010 року депутатами ради стали:

#### За суб'єктами висування
| Суб'єкт висування | Кількість обраних депутатів | %   |
| ----------------- | --------------------------- | --- |
| Партія регіонів   | 16                          | 100 |

#### За округами
| № округу        | Прізвище, ім'я, по батькові  | Дата визнання обраним | Освіта  | Партійна приналежність | Відомості про обраного депутата                      |
| --------------- | ---------------------------- | --------------------- | ------- | ---------------------- | ---------------------------------------------------- |
| Партія регіонів |                              |                       |         |                        |                                                      |
| 1               | Дідорук Микола Михайлович    | 31.10.2010            | середня | позапартійний          | пенсіонер                                            |
| 2               | Грицишен Віктор Васильович   | 31.10.2010            | середня | позапартійний          | Хотинський РВ УМВС, міліціонер                       |
| 3               | Калиняк Олександр Петрович   | 31.10.2010            | середня | позапартійний          | Ворничанський дошкільний навчальний заклад, оператор |
| 4               | Резнік Олександр Петрович    | 31.10.2010            | середня | позапартійний          | Хотинський РВ УМВС, міліціонер                       |
| 5               | Думанський Борис Максимович  | 31.10.2010            | середня | позапартійний          | пенсіонер                                            |
| 6               | Грицишена Надія Петрівна     | 31.10.2010            | середня | член Партії регіонів   | пенсіонер                                            |
| 7               | Дідорук Богдан Петрович      | 31.10.2010            | вища    | член Партії регіонів   | ФГ «Відродження», директор                           |
| 8               | Грицишин Віктор Петрович     | 31.10.2010            | середня | член Партії регіонів   | Ворничанський дошкільний навчальний заклад, оператор |
| 9               | Семенюк Лариса Іванівна      | 31.10.2010            | середня | позапартійна           | Данківецьке ССТ, директор                            |
| 10              | Довганюк Петро Володимирович | 31.10.2010            | середня | позапартійний          | тимчасово не працює                                  |
| 11              | Сенік Марина Іванівна        | 31.10.2010            | вища    | позапартійна           | тимчасово не працює                                  |
| 12              | Сеник Петро Григорович       | 31.10.2010            | середня | член Партії регіонів   | «Мавекс-Петрол», оператор                            |
| 13              | Мойсюк Людмила Петрівна      | 31.10.2010            | середня | позапартійна           | Ворничанська сільська рада, секретар                 |
| 14              | Грицишин Петро Петрович      | 31.10.2010            | середня | позапартійний          | ПП «Агро-Дан», шофер                                 |
| 15              | Кушнір Сергій Іванович       | 31.10.2010            | середня | позапартійний          | Ворничанська сільська рада, землевпорядник           |
| 16              | Дудка Василь Петрович        | 31.10.2010            | середня | член Партії регіонів   | тимчасово не працює                                  |